# John Farrell (baseball, 1962)
Pour les articles homonymes, voir John Farrell.
John Edward Farrell (né le 4 août 1962 à Monmouth Beach, New Jersey, États-Unis) est un ancien lanceur droitier de baseball qui a évolué dans les Ligues majeures de 1987 à 1996. Il a été le manager des Blue Jays de Toronto de 2011 à 2012 puis des Red Sox de Boston de 2013 à 2017.

## Carrière de joueur
John Farrell est un choix de deuxième ronde des Indians de Cleveland en 1984. Il dispute sa première partie dans les majeures le 18 août 1987 avec cette équipe. Il termine ce premier séjour au plus haut niveau avec cinq victoires et une seule défaite en dix sorties, dont neuf comme lanceur partant. Il réussit son premier match complet.
À sa première saison complète avec les Indians en 1988, il présente un dossier de 14 gains et 10 revers. Il effectue 30 départs et une présence en relève, totalisant 210 manches et un tiers au monticule et réussissant quatre matchs complets.
En 1989, il inscrit ses deux premiers blanchissages dans une saison où il effectue 31 départs, totalise 208 manches lancées, complète sept parties et enregistre un sommet personnel de 132 retraits sur des prises.
Il lance pour Cleveland jusqu'en 1990. Après deux saisons hors du baseball majeur, il refait surface au cours des saisons 1993 et 1994 avec les Angels de la Californie.
Après un bref séjour à Cleveland en 1995 (un seul match joué), il dispute deux parties pour les Tigers de Detroit en 1996.
Farrell a lancé 116 parties en carrière, dont 109 comme partant. Sa fiche victoires-défaites est de 36-46 avec une moyenne de points mérités de 4,56. Il compte 13 matchs complets, deux blanchissages et 355 retraits sur des prises.

## Carrière d'entraîneur

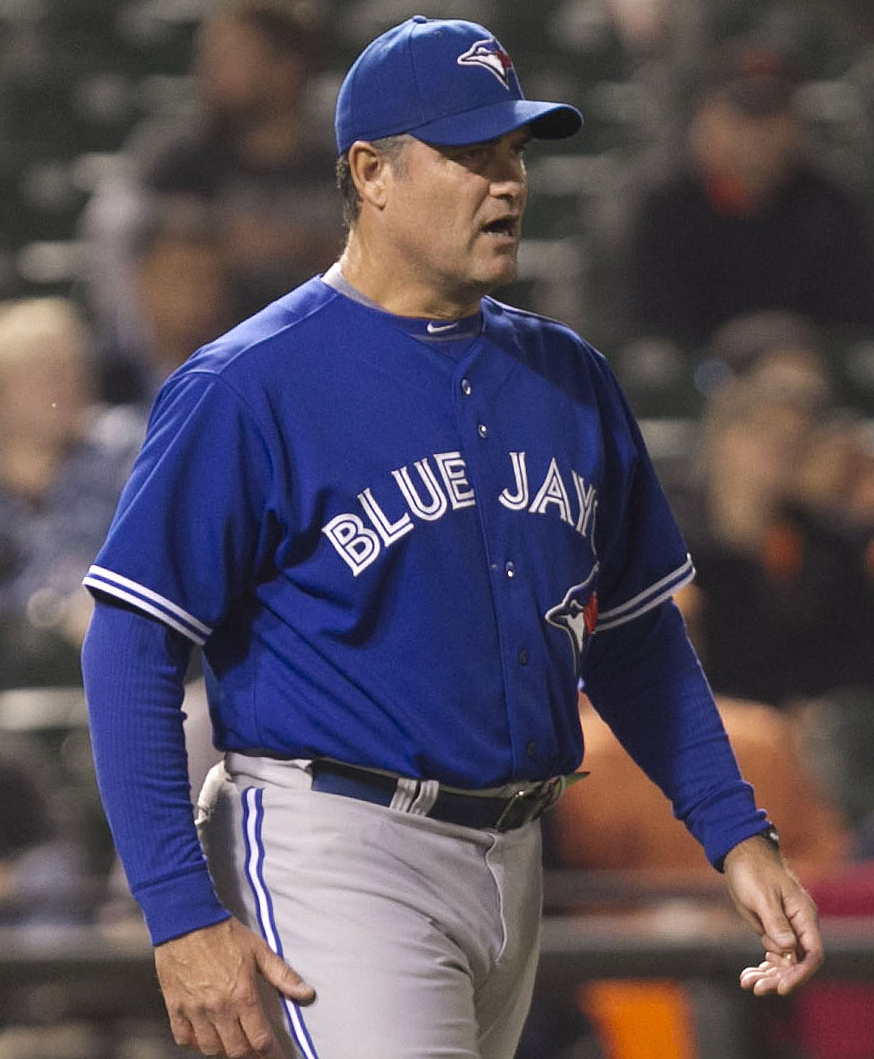
John Farrell dirige les Blue Jays de Toronto en 2011 et 2012.

### Instructeur à Boston
De 2007 à 2010, Farrell est l'instructeur des lanceurs des Red Sox de Boston.

### Blue Jays de Toronto
Le 25 octobre 2010, John Farrell est nommé manager des Blue Jays de Toronto. Succédant à Cito Gaston, il devient le 12e gérant de l'histoire de la franchise canadienne, qu'il dirige à compter de la saison 2011. Il s'agit aussi de la première fois de sa carrière qu'il occupe cette fonction dans les Ligues majeures.
Farrell s'est vu attribuer le numéro d'uniforme 52 par les Blue Jays.
Toronto, un club en reconstruction, prend le quatrième rang de la division Est de la Ligue américaine en 2011 avec une honorable performance de 81 victoires et 81 défaites à la première saison de Farrell avec le club. À l'automne, des rumeurs circulent à l'effet que les Red Sox de Boston voudraient lui offrir le poste de gérant en remplacement de Terry Francona mais la direction des Blue Jays réagit en interdisant aux Sox de faire une proposition à Farrell.
En 2012, la saison des Blue Jays commence bien mais est déraillée par des blessures. Le club termine au quatrième rang de sa division avec 73 victoires et 89 défaites. 

### Red Sox de Boston
Après la saison 2012, les Red Sox relancent de nouveau Farrell et le convainquent d'accepter le poste de gérant de l'équipe pour la saison 2013. Farrell savoure 154 victoires contre 170 défaites en deux saisons à Toronto. Les Blue Jays échangent en fait Farrell aux Red Sox le 21 octobre avec le lanceur droitier David Carpenter, recevant en retour le joueur d'avant-champ Mike Avilés.
Remplaçant Bobby Valentine à la suite d'une année qui fut la pire en 45 ans pour les Red Sox, Farrell ramène le club en séries éliminatoires, une première depuis 2009 pour les Sox et Boston remporte la Série mondiale 2013 pour un 3e titre en 10 ans. Les joueurs de Farrell remportent 97 victoires contre 65 défaites en saison régulière, pour la meilleure fiche de la Ligue américaine et la meilleure des majeures avec celle des Cardinals de Saint-Louis de la Ligue nationale, et décrochent leur premier titre de la division Est depuis 2007. 
Après les sommets de 2013, les Red Sox retournent au dernier rang de la division Est en 2014 au terme d'une saison de 91 défaites contre 71 victoires. Néanmoins, et après un hiver où le club est actif sur le marché des agents libres et des transactions, John Farrell reçoit le 21 février 2015 une prolongation de contrat jusqu'en 2017 avec une option pour la saison 2018.
En 810 matchs de saison régulière à la barre des Red Sox de 2013 à 2017, Boston gagne 432 matchs contre 378 défaites sous les ordres de Farrell, pour un pourcentage de victoires de ,533. Après avoir remporté la Série mondiale 2013, les hommes de Farrell jouent des saisons perdantes en 2014 et 2015 avant de remporter chaque fois 93 victoires en 2016 et 2017 pour terminer au premier rang de la division Est de la Ligue américaine, mais chaque fois être éliminé dès les Séries de divisions. Farrell est congédié le 11 octobre 2017, deux jours après l'élimination des Red Sox aux mains des Astros de Houston en Série de divisions 2017.

## Vie personnelle
Le 14 août 2015, les Red Sox annoncent que Farrell doit être traité pour un lymphome et que l'instructeur Torey Lovullo dirigera l'équipe pour le reste de la saison. Déclaré en rémission en octobre 2015, Farrell revient à la barre des Red Sox en 2016.
John Farrell est le père du lanceur de baseball Luke Farrell.